# Strada statale 201 (Croazia)
La strada statale D201 è una strada statale della Croazia che collega il valico confinario di Posane (con la Slovenia) con Pinguente.

## Percorso
La strada di soli 7,1km ha inizio presso il valico confinario con la Slovenia di Posane, come continuo della strada regionale 208. Il valico è stato aperto a partire dal 1 gennaio 2023 con l'ingresso della Croazia stessa nell'area Schengen. Proseguendo verso sud incrocia gli abitati di Posane, Spirito Santo (Svet Duh), Strped e San Martino. La strada termina sulla statale D44 presso Pinguente (Buzet). È in costruzione la variante di Pinguente, che permetterà di non entrare per il centro dell'abitato.